# Logania vaginalis
Logania vaginalis är en tvåhjärtbladig växtart som först beskrevs av Jacques-Julien Houtou de La Billardière, och fick sitt nu gällande namn av Ferdinand von Mueller. Logania vaginalis ingår i släktet Logania och familjen Loganiaceae. Inga underarter finns listade i Catalogue of Life.